# بطولة إسطنبول المفتوحة
بطولة إسطنبول المفتوحة هي بطولة تلعب على الأراضي الترابية , وتندرج تحت قائمة بطولات رابطة محترفي كرة المضرب ال250 نقطة. تقام البطولة في مدينة إسطنبول في تركيا .